# Bách thanh xám lớn
Bách thanh xám lớn (danh pháp hai phần: Lanius excubitor) là một loài chim thuộc Họ Bách thanh (Laniidae).. Loài này hợp với bách thanh xám phương nam (L. meridionalis), bách thanh xám Trung Quốc (L. sphenocercus) và Bách thanh đầu to (L. ludovicianus) tạo thành một liên loài sinh học. Trong các loài bách thanh xám lớn, có chín phân loài. Bộ lông con trống và con mái tương tự nhau, màu xám ngọc trai ở trên với một màu đen, mặt nạ mắt và phần dưới màu trắng.
Chúng sinh sản ở khu vực thường về phía bắc 50 ° vĩ độ phía bắc ở miền bắc châu Âu và châu Á, và ở Bắc Mỹ (nơi nó được gọi là bách thanh phía bắc) phía bắc của vĩ độ 55 ° phía bắc Canada và Alaska. Hầu hết các quần thể di chuyển về phía nam vào mùa đông khu vực ôn đới. Bách thanh xám lớn là loài ăn thịt, động vật gặm nhấm chiếm gần một nửa trong chế độ ăn uống.